# Batman: The Dark Prince Charming
The Dark Prince Charming est une série de romans graphiques en deux volumes de l'éditeur de comics américain DC Comics et de l'éditeur français  Dargaud,,. Le premier volume a été publié le 1er novembre 2017 aux États-Unis et le 3 novembre 2017 en France. Il est suivi par le deuxième volume le 20 juin 2018 aux États-Unis. Il a été écrit, illustré, et peint par l'artiste italien Enrico Marini. C'est l'histoire d'un affrontement entre Batman et le Joker. La série a la particularité d'être éditée au format des bandes-dessinées européennes.

## Histoire éditoriale
C’est fin 2015, lors d’une rencontre entre Enrico Marini et le directeur général de son éditeur français, François Pernot, que démarre le projet à la suite d'une plaisanterie de l’artiste : il émet l’idée de réaliser une histoire sur Batman,. En effet son éditeur, Dargaud-Lombard, est la maison-mère d’Urban Comics qui possède alors la licence de DC Comics en France,.
Cette idée sera présentée à Jim Lee, coéditeur chez DC, dans les mois qui suivent. Contre toute attente, l’éditeur s’avère intéressé. Effectivement, DC Comics est très « protecteur » quand il s’agit du personnage de Batman. Enrico Marini devient ainsi le premier auteur européen à réaliser un récit de Batman pour le marché européen,.
Malgré sa charge de travail importante due à ses séries, Les Aigles de Rome et Le Scorpion, Marini écrit le scénario. L’éditeur américain lui donne carte blanche. En raison de son temps limité, il fait le choix de rester simple, précisant qu’il « n'a pas cherché à révolutionner le personnage ». Le récit se déroule dans un milieu futuriste et n’a aucun lien avec la continuité des comics de DC. Sa première version du récit est la bonne, elle est retenue sans aucune modification de la part de DC. L’artiste précisera  : « Honnêtement, ils m'ont fichu une paix royale. Ils regardaient tout, mais n'ont jamais rien censuré. » Jim Lee a confirmé en indiquant ne pas avoir eu « besoin de lui imposer un cahier des charges. »
Bien que l’album soit prévu pour le marché francophone, le récit est rédigé en anglais.
Pour le dessin, Enrico Marini conserve son style en couleurs directes.
Des lecteurs ont signalé une ressemblance entre Ben Affleck, l’acteur jouant le rôle de Batman dans l’univers cinématographique DC apparu dans Batman v Superman : L'Aube de la justice en 2016. Il reprend son rôle dans Justice League qui sort dans les salles en novembre 2017, le même mois que la parution du premier volume de la BD. Marini a réfuté cette idée, indiquant qu’il avait repris son héros des Aigles de Rome pour représenter Bruce Wayne. 
Finalement, c’est la création du Joker qui lui demandera le plus de travail. Il fait le choix de revenir sur son côté clown au lieu de conserver le psychopathe sadique que l’on trouve dans les comics modernes.

## Synopsis
Batman et le Joker partagent une connexion secrète avec une étrange et mystérieuse jeune fille. Après qu'elle a été enlevée par le Joker, Batman doit la retrouver avant qu'il ne soit trop tard.

## Accueil

### Ventes
Aux États-Unis, lors du mois de lancement, le tome 1 se vend à 13 257 exemplaires et le tome 2 à 12 137 exemplaires.
En France, selon le site Comics Blog, le tome 2 est la troisième meilleure vente des nouveautés de 2018 parmi les albums de comics sortis en librairie (couverture rigide).

### Critiques
Dans l’ensemble, les deux tomes sont bien accueillis. Et bien que le scénario soit considéré comme simplement correct, l’histoire est surtout louée pour les dessins de l’artiste.
Pour le Huffington Post, c’est un « bon épisode de Batman, qui apporte sa pierre à l'édifice d'un héros septuagénaire. »
Pour Actua BD « L’histoire, simple au premier abord, se révèle très plaisante à lire » et « le style raffiné et baroque du dessinateur [...] sied à merveille à l’univers de La Chauve-Souris. »
Pour Le Monde : « Son style réaliste flamboyant et son art de la mise en scène faisaient de lui, "naturellement", un dessinateur potentiel du Chevalier noir. »

## Publications
Les deux tomes de la bande dessinée sortent simultanément en Europe et aux États-Unis.

### Éditions françaises
- Novembre 2017. Tome 1. Dargaud. 72 pages  (ISBN 978-2-5050-7083-2)

Une édition collector Gold du premier tome est également disponible. C'est une édition augmentée qui contient un cahier graphique de 16 pages supplémentaire. C'est un tirage unique et limité  (ISBN 978-2-5050-7121-1).
- Juin 2018. Tome 2. Dargaud. 72 pages  (ISBN 978-2-5050-7138-9)

Les deux tomes sont reproposés sous forme de coffret en décembre 2018  (ISBN 978-2-5050-7394-9).

### Éditions américaines
- Novembre 2017. Tome 1. DC Comics
- Juin 2018. Tome 2. DC Comics
- Novembre 2018. Intégrale regroupant les 2 tomes. DC Comics